# Collegio uninominale Emilia-Romagna - 07 (Senato della Repubblica)
Il collegio elettorale uninominale Emilia-Romagna - 07 è stato un collegio elettorale uninominale della Repubblica Italiana per l'elezione del Senato tra il 2017 ed il 2022.

## Territorio
Come previsto dalla legge elettorale italiana del 2017, il collegio era stato definito tramite decreto legislativo all'interno della circoscrizione Emilia-Romagna.
Era formato dal territorio di 45 comuni: Albinea, Bagnolo in Piano, Baiso, Bibbiano, Boretto, Brescello, Cadelbosco di Sopra, Campagnola Emilia, Campegine, Canossa, Carpineti, Casalgrande, Casina, Castellarano, Castelnovo di Sotto, Castelnovo ne' Monti, Colorno, Fabbrico, Gattatico, Gualtieri, Guastalla, Luzzara, Mezzani, Montecchio Emilia, Novellara, Parma, Poviglio, Quattro Castella, Reggiolo, Rio Saliceto, Roccabianca, Rolo, San Polo d'Enza, San Secondo Parmense, Sant'Ilario d'Enza, Scandiano, Sissa Trecasali, Sorbolo, Toano, Torrile, Ventasso, Vetto, Vezzano sul Crostolo, Viano, Villa Minozzo.
Il collegio era parte del collegio plurinominale Emilia-Romagna - 02.

## Eletti
| Elezione | Elezione | Senatore       | Partito |
| -------- | -------- | -------------- | ------- |
|          | 2018     | Maria Saponara | Lega    |

## Dati elettorali

### XVIII legislatura
Come previsto dalla legge elettorale, 116 senatori erano eletti con sistema a maggioranza relativa in altrettanti collegi uninominali a turno unico.
| Candidati              | Candidati                | Voti    | %     | Liste                           | Voti    | %     |
| ---------------------- | ------------------------ | ------- | ----- | ------------------------------- | ------- | ----- |
|                        | Maria Saponara ✔️ Eletto | 89 858  | 32,17 | Lega                            | 53 158  | 19,03 |
| Forza Italia           | Maria Saponara ✔️ Eletto | 89 858  | 32,17 | 26 172                          | 9,37    |       |
| Fratelli d'Italia      | Maria Saponara ✔️ Eletto | 89 858  | 32,17 | 9 139                           | 3,27    |       |
| Noi con l'Italia - UDC | Maria Saponara ✔️ Eletto | 89 858  | 32,17 | 1 389                           | 0,50    |       |
|                        | Giorgio Pagliari         | 87 536  | 31,34 | Partito Democratico             | 74 927  | 26,82 |
| +Europa                | Giorgio Pagliari         | 87 536  | 31,34 | 8 933                           | 3,20    |       |
| Italia Europa Insieme  | Giorgio Pagliari         | 87 536  | 31,34 | 2 161                           | 0,77    |       |
| Civica Popolare        | Giorgio Pagliari         | 87 536  | 31,34 | 1 515                           | 0,54    |       |
|                        | Marco Montanari          | 77 797  | 27,85 | Movimento 5 Stelle              | 77 797  | 27,85 |
|                        | Gabriella Meo            | 11 378  | 4,07  | Liberi e Uguali                 | 11 378  | 4,07  |
|                        | Margherita Becchetti     | 3 820   | 1,37  | Potere al Popolo!               | 3 820   | 1,37  |
|                        | Georgios Apostolou       | 2 917   | 1,04  | Partito Comunista               | 2 917   | 1,04  |
|                        | Floriana Caporali        | 1 847   | 0,66  | CasaPound                       | 1 847   | 0,66  |
|                        | Isabella Spanò           | 1 575   | 0,56  | Il Popolo della Famiglia        | 1 575   | 0,56  |
|                        | Barbara Dinardo          | 1 121   | 0,40  | Italia agli Italiani            | 1 121   | 0,40  |
|                        | Andrea Davolo            | 598     | 0,21  | Per una Sinistra Rivoluzionaria | 598     | 0,21  |
|                        | Francesca Vecchini       | 543     | 0,19  | Destre Unite - Forconi          | 543     | 0,19  |
|                        | Luca Benassi             | 359     | 0,13  | PRI - ALA                       | 359     | 0,13  |
| Totale                 | Totale                   | 279 349 | 100   |                                 | 279 349 | 100   |
|                        |                          |         |       |                                 |         |       |
| Voti non validi        | Voti non validi          | 7 826   | 2,73  |                                 |         |       |
| Votanti                | Votanti                  | 287 175 | 77,70 |                                 |         |       |
| Elettori               | Elettori                 | 369 613 |       |                                 |         |       |